# سامسونگ اس‌جی‌اچ-آی۸۹۷
سامسونگ اس‌جی‌اچ-آی۸۹۷ یک‌نمونه از گوشی‌های تلفن همراه سری I شرکت سامسونگ می‌باشد که توسط همین شرکت به بازار عرضه شده است.